# Jana Fernández
Pour les articles homonymes, voir Fernández.
Jana Fernández, née le 18 février 2002 à Martorell, est une footballeuse internationale espagnole évoluant aux postes de défenseure centrale ou d'arrière droit au London City Lionesses. Elle a joué auparavant dans son club formateur du FC Barcelone.

## Biographie

### Jeunesse
Jana fait partie d'une famille passionnée de sport et a commencé à jouer au football avec son frère dans leur jardin. Elle commence à jouer au football dans un club de sa ville natale.

### FC Barcelone (2014-2025)
En 2014, à l'âge de 12 ans, elle intègre La Masia, le centre de formation du FC Barcelone. Elle progresse rapidement à travers les différentes catégories de jeunes du club. Elle réussit à montrer une grande polyvalence et de belles compétences techniques.
Elle joue plusieurs matchs avec l'équipe réserve entre 2018 et 2021 avant de disputer son premier match avec l'équipe première du Barça en 2018 à 16 ans et 9 mois. Elle est l'une des plus jeunes joueuses de l'histoire du club à faire ses débuts en équipe première. Elle s'impose progressivement comme une joueuse clé en défense, capable de jouer aussi bien en charnière centrale qu'en tant que latérale droite.
Elle marque son premier but en 2021 lors d'une victoire 9-1 aux dépens du Deportivo Alavés. Malheureusement, 4 mois plus tard elle se déchire le ligament croisé et est absente pour le reste de la saison 2021-2022.

### London City Lionesses (2025-)
Elle rejoint l'équipe de London City Lionesses en août 2025.

### Carrière en sélection
Elle a joué dans toutes les catégories de jeunes espagnoles. Avec l'équipe d'Espagne U17, elle remporte le championnat d'Europe des moins de 17 ans en 2018. Cette victoire qualifie l'Espagne pour la coupe du monde des moins de 17 ans ayant lieu la même année, compétition que l'Espagne remporte également avec une Jana Fernández qui dispute tous les matchs.
Elle joue son premier match en équipe A le 6 avril 2023 lors d'un match amical contre la Norvège.
En 2025 elle participe à l’Euro féminin qui se déroule en suisse, avec la sélection espagnole qui arrive jusqu’en finale contre l’Angleterre.                   Elles perdent contre les anglaises et terminent donc vice championne d’Europe. 

## Palmarès

### En club
FC Barcelone
- Championnat d'Espagne (4) : 2021, 2022, 2023, 2024
- Coupe d'Espagne (2) : 2021, 2024
- Supercoupe d'Espagne (4) : 2020, 2022, 2023, 2024
- Ligue des champions (3) : 2021, 2023, 2024

### En sélection
Espagne -17 ans
- Coupe du monde (1) : 2018[4]
- Championnat d'Europe (1) : 2018